# 그리스의 국기
그리스의 국기는 1978년 12월 22일에 제정되었다. 파란색은 하늘과 바다를, 하얀색 십자가는 동방 정교회를 의미한다.
파란색과 하얀색으로 구성되어 있는 9개의 가로 줄무늬는 1820년대에 일어난 그리스 독립 전쟁의 표어이자 그리스의 나라 표어인 "자유냐 죽음이냐"(그리스어: Ελευθερία ή θάνατος 엘레프테리아 이 타나토스[*])의 9개의 그리스어 음절을 의미하는데 5개의 파란색 줄무늬는 자유를, 4개의 하얀색 줄무늬는 죽음을 의미한다. 또한 9개의 줄무늬는 그리스 신화에 등장하는 학술과 예술을 관장하는 9명의 여신인 무사를 의미한다는 설이 있다.
근대 올림픽에서는 제1회 1896년 하계 올림픽 대회의 개최지이자 올림픽의 발상지임을 예우하기 위해 매회 하계 올림픽 및 동계 올림픽 폐회식 때 개최국 국기 및 차기 개최국 국기와 함께 게양하고 있다. 그리스 아테네에서 열렸던 2004년 하계 올림픽 대회에서는 개회식과 폐회식 때 모두 게양되었으며, 오스트레일리아 시드니에서 열렸던 2000년 하계 올림픽 폐회식에서는 예우 차원 명의와 차기 개최국 명의로 2개의 그리스의 국기를 개최국인 오스트레일리아의 국기와 함께 게양하였다. 역대 근대 올림픽 개회식과 폐회식에서는 제1회 근대 올림픽 발상지의 예우차원에 따라서 맨 앞에 입장하고 있으며 2004년 하계 올림픽 개막식 당시에는 처음에 그리스 국기만을 든 기수와 개최지 자격으로 마지막에 가서 그리스 선수단과 함께 그리스 국기를 들고 입장하는 기수를 통해서 두 번 나온 적이 있다.

## 규격과 색상
그리스의 국기 규격과 색상은 다음과 같다.

그리스의 국기 규격

| 색상 | 파랑                | 하양                  |
| ---- | ------------------- | --------------------- |
| RGB  | 13–94–175 (#0D5EAF) | 255–255–255 (#FFFFFF) |

## 그 외의 기

해군기
육군기
그리스의 국기를 세로 방향으로 게양한 모습

## 과거의 기

비잔티움 제국의 국기 (395년-1453년)
마니의 국기 (17세기-1821년)
자고리인의 코이논의 국기 (1670년-1868년)
에프타니소스 공화국의 국기 (1800년-1807년)
이오니아 제도 합중국의 국기 (1815년-1864년)
동부 대륙 그리스의 아레이오스 파고스의 기
사모스의 군정제의 국기
사모스 공국의 국기 (1834년-1912년)
크레타 자치국의 국기 (1898년-1913년)
그리스 독립 전쟁 당시의 국기
그리스의 국기 (민간 육상기, 1822년-1969년, 1975년-1978년)
그리스의 국기 (민간기, 1822년-1828년)
그리스의 국기 (정부 및 전시 국기, 1833년-1858년)
그리스의 국기 (군함 및 정부선기, 1833년-1858년)
그리스의 국기 (정부 및 전시 국기, 1858년-1862년)
그리스의 국기 (군함 및 정부선기, 1858년-1862년)
그리스의 국기 (정부 및 전시 국기, 1863년-1924년, 1935년-1973년)
그리스의 국기 (군함 및 정부선기, 1863년–1924년, 1935년–1973년)
동루멜리아의 국기 (1878년-1885년)
이카리아 자유국의 국기 (1912년)
아토스산의 기 (943년-1913년) 1913년 이후 그리스의 자치구. 자율성은 적어도 943년부터.
북이피로스 자치 공화국의 국기 (1914년 2월 28일-5월 17일)
테살로니키국의 국기 (1916년-1917년)
폰토스 공화국의 국기 (1917년-1922년)
이오니아 자치국의 국기 (1922년)
그리스의 국기 (해외기 및 상선기, 1822년-1969년, 1975년-1978년)
군사 정권 시대의 그리스의 국기 (1970년-1975년, 비율 7:12)
그리스의 대통령기 (1924년-1935년)
그리스의 왕실기 (1935년-1973년)
그리스의 국왕기 (1935년-1973년)
그리스의 연안경비대기 (1964년-1980년)
그리스의 대통령기 (1973년-1975년)
그리스의 공군기 (1973년-1978년)

## 같이 보기
- 그리스
- 그리스의 국장
- 그리스의 국가
- 그리스의 역사

1. ↑  Περτσάς, Βαγιανός. “State Symbols - Government and Politics” (영어). 2024년 12월 21일에 확인함.